# Michael Shub
Michael Ira Shub (Brooklyn, 17 de agosto de 1943) é um matemático estadunidense.

## Formação e carreira
Shub estudou no Columbia College com o bacharelado em 1964 e na Universidade da Califórnia em Berkeley, onde obteve em 1966 um mestrado e em 1967 um doutorado, orientado por Stephen Smale, com a tese Endomorphisms of compact differentiable manifolds. Foi lecturer e depois professor assistente na Universidade Brandeis e em 1971 professor assistente e 1973 professor associado na Universidade da Califórnia em Santa Cruz. A partir de 1973 foi professor associado e 1975 professor no Queens College da Universidade da Cidade de Nova Iorque, onde permaneceu até 1986, quando tornou-se membro do Thomas J. Watson Research Center da IBM. É desde 2004 professor da Universidade de Toronto.
Trabalha com sistemas dinãmicos (assunto com o qual pesquisou com, dentre outros, Charles Chapman Pugh, Stephen Smale, Morris Hirsch), teoria do caos e teoria da complexidade na análise (trabalhando com Lenore Blum e Smale).
É fellow da American Mathematical Society. Foi palestrante convidado do Congresso Internacional de Matemáticos em Madrid (2006: Ordinary differential equations and dynamical systems). Em 2000 foi eleito fellow da Associação Americana para o Avanço da Ciência.

## Obras
- com Charles Pugh Omega Stability Theorem for Flows, Inventiones Math. Volume 11, 1970, 150-158, online em DigiZeitschriften.
- com Morris Hirsch, Pugh Invariant Manifolds, Bulletin of the AMS, setembro de 1970, 1015-1019
- com Hirsch, Pugh Invariant Manifolds, Lecture Notes in Mathematics 583, Springer Verlag 1977
- com Pugh Ergodicity of Anosov Actions, Inventiones Math., Volume 15, 1972, 1-23
- Structurally Stable Diffeomorphisms are Dense, Bulletin of the AMS, setembro 1972, 817-818.
- com Smale Beyond Hyperbolicity, Annals of Mathematics, Volume 96, 1972, p. 587–591.
- com Dennis Sullivan Homology Theory and Dynamical Systems, Topology, Volume 14, 1975, p. 109--132
- com Zbigniew Nitecki Filtrations, decompositions and explosions, Amer. J. Math. 97 (1976) 1029-1047
- com Pugh Axiom A actions, Inventiones Mathematicae, Volume 29, 1974, p. 7–38.
- com M. Grayson, Pugh Stably ergodic diffeomorhisms, Annals of Math, Volume 140, 1994, p. 295–329.
- com Lenore Blum, F. Cucker, S. Smale Complexity and real computation, Springer Verlag 1998
- com Blum, Smale On a Theory of Computation Over the Real Numbers; NP Completeness, Recursive Functions and Universal Machines, Bulletin of the AMS, Volume 21, 1989, p. 1–46